# Септември при ЦДВ
| ← | 1948 – 1949 | → |

„Септември“ при ЦДВ („Септември“ при Централния дом на войската) е български спортен клуб от София. Той е създаден на 5 май 1948 година след обединението на Септември с военния клуб ЦДВ. През 1949 „Септември“ се отделят в самостоятелна организация, а отборът е пременуван на ЦДНВ.

## История
Военният клуб ЦДВ е създаден през месец февруари 1948 г. след сливането на Чавдар с физкултурния отдел на Централния дом на войската. Тъкмо ЦДВ е първото име и превъплъщение на по-късния клуб, станал известен с имената ЦДНВ, ЦДНА, ЦСКА.
Веднага след обединението „Септември“ при ЦДВ играе мач за първенство срещу състава на „Левски“ (София). Той се състои на 5 май 1948 г. и завършва с победа за „сините“ от София с 1:0. „Септември“ при ЦДВ става шампион на България за 1948 г. като надиграва във финала „Левски“ София след 1:2 и 3:1. В този шампионски състав 9 от 13 футболисти са от коньовишкия отбор „Септември“. Треньор на отбора е бил нападателят на влелия се през 1945 г. в „Септември“ тим на „Устрем“ – Христо Нелков–Ринджата, а за физическата подготовка е отговарял боксьорът Константин Николов-Замората.
В средата на януари 1949 година, през зимната пауза на първенството на новоучредената А група, „Септември“ и ЦДВ се разделят, като „септемврийци“ са включени по-късно в междузоновия турнир в Б група, а военният клуб се преименува на ЦДНВ и заема мястото на „Септември“ в А група. Така обединението на двата клуба трае едва 8 месеца (май 1948 – януари 1949).